# Диоцез Карлстада
Диоцез Карлстада — диоцез Церкви Швеции, сформированный в 1581 году. Охватывает бо́льшую часть провинций Вермланд и Дальсланд. Диоцез насчитывает 50 приходов, а его границы не менялись с 1693 года.
Кафедральным собором диоцеза является Кафедральный собор Карлстада.

## Епископы
- Свено Бенедикт Эльфдалиус: 1647 — 1666
- Андреас Биргери Киландер: 1666 — 1673
- Йонас Йоханнис Скариний: 1673
- Эрландус Свенонис Броман: 1673 — 1693
- Бенедикт Свенонис Камоениус: 1693 — 1704

- вакантно (1704 — 1706)

- Джонас Лорентий Арнелл: 1706 — 1707

- вакантно (1707 — 1709)

- Торстен Рудин: 1709 — 1717
- Даниэль Норлинд: 1717 — 1718
- Ингемунд Бремс: 1718 — 1722
- Иоанн Стойхиус: 1723 — 1731
- Магнус Петри Ауривиллий: 1731 — 1740

- вакантно (1740 — 1742)

- Нильс Лагерлоф: 1742 — 1769

- вакантно (1769 — 1771)

- Йоран Клас Шредер: 1771 — 1773

- вакантно (1773 — 1775)

- Даниэль Хенрик Хервегр: 1775 — 1787

- вакантно (1787 — 1789)

- Герман Шредерхейм: 1789 — 1802

- вакантно (1802 — 1805)

- Олоф Бьюрбек: 1805 — 1829
- Йохан Якоб Хедрен: 1830 — 1836
- Карл Адольф Агард: 1836 — 1859
- Йохан Антон Миллен: 1859 — 1863
- Антон Никлас Сундберг: 1864 — 1870

- вакантно (1870 — 1872)

- Клаес Херман Рундгрен: 1872 — 1906
- Йохан Альфред Эклунд: 1906 — 1938
- Арвид Рунестам: 1938 — 1957
- Герт Боргенштьерна: 1957 — 1976
- Свенинг Ингебранд: 1976 — 1986
- Бенгт Ваденсё: 1986 — 2002
- Эсбьерн Хагберг: 2002 — 2016
- Сёрен Далеви: 2016 — настоящее время